# El Árbol (supermercados)
Grupo El Árbol Distribución y Supermercados, S. A. U., más conocido simplemente como El Árbol y llamado más tarde La Plaza de DIA, fue un grupo de distribución español, filial de la cadena de supermercados DIA desde 2014. Ese mismo año, tenía 437 tiendas y unos 7000 empleados.
En 2018, finalizó el cambio de nombre de sus tiendas por el de La Plaza de DIA.
La mayor parte de las tiendas con la enseña La Plaza de DIA fue vendida a Alcampo en 2023. Se preveía que dicha transacción finalizara en julio de ese año y Alcampo renovaría dichas tiendas instaurando su nombre en ellas. El resto de tiendas con la enseña La Plaza de Dia pasaron a operar bajo la enseña Dia.

## Historia
La compañía El Árbol nace en Asturias creada por José Luis García Meana (Grelar) sus primeros supermercados fueron inaugurados en Noreña, Villaviciosa, Colloto y después fue creciendo por todo Asturias hasta que en los años 90 fue adquirido por Grupo Unigro que antes adquirió Peñagrande S. A. (Grupo Elosua) y Sagara IFA en Valladolid como consecuencia de la fusión de la desaparecida cadena asturiana de igual nombre, propiedad en origen del Grupo Grelar, que tenía varias redes de tiendas similares en Castilla y León, y además con la cadena asturiana IFA, propiedad de la familia Osoro.
La primera tienda en Castilla la Vieja aparece en 1941 en Valladolid al abrir un establecimiento en un almacén de la empresa Elosua. En 1959 se integra en el grupo Spar y comienza su expansión.
Perteneció en los años 90 al grupo holandés Unigro (Boer Unigro) hasta que las dificultades económicas le pusieron en manos del Grupo Laurus (también holandés). Los franceses de Casino (propietarios de la quinta cadena de supermercados en Francia) se hace con el 37,6 % de Laurus, y, por tanto, con el grupo El Árbol.
En 2002 El Árbol fue vendido al grupo británico CVC Capital Partners en un 80% (a través de una nueva sociedad llamada TM Investment), mientras que el 20% restante lo obtuvieron los directivos de El Árbol. Más tarde, en 2006, Madrigal Participaciones (formada por cajas de ahorro castellano leonesas) logra hacerse con el 40%, los directivos de El Árbol aumentan su participación hasta el 30% y un grupo de empresarios obtiene el 30% restante.
En un principio el logotipo de esta cadena de supermercados es un árbol de traza blanca, letras blancas en fondo azul y parte inferior naranja. Después cambió a los colores actuales: un árbol (retocado respecto al anterior) de color verde dentro de un círculo amarillo y fondo verde con las letras blancas.
Supermercados El Árbol poseía una línea de productos propios (marca blanca) llamada Súper.
En el año 2009, Grupo El Árbol compra la cadena aragonesa de supermercados y grandes almacenes Galerías Primero, operación con la cual consolida su posición a nivel nacional y supone un espaldarazo a su proceso de expansión al absorber una de las redes comerciales más importantes de Aragón. Tras la adquisición de Galerías Primero en 2009, El Árbol añadió a su red los establecimientos de la compañía aragonesa en Zaragoza, Huesca, Teruel, La Rioja y Navarra. Antes de la adquisición de Galerías Primero, El Árbol estaba presente en las siguientes provincias españolas: Albacete, Alicante, Almería, Asturias, Ávila, Badajoz, Burgos, Cáceres, Cantabria, La Coruña, León, Lugo, Murcia, Orense, Palencia, Pontevedra, Salamanca, Segovia, Soria, Valladolid y Zamora.
En verano de 2010 cambia su imagen corporativa, el tronco del árbol pasa a ser negro y cambía la grafía de las letras, los colores corporativos pasan a ser verde, rosa y blanco, inaugurando el primer supermercado con la nueva imagen el 14 de julio en La Cistérniga, Valladolid.
El 26 de septiembre de 2011, El Árbol adquiere los 19 establecimientos de Pascual Hermanos en Burgos.
En 2014, fue adquirida por DIA por la simbólica cantidad de 1 euro. A cambio, se hizo cargo de la deuda de El Árbol. DIA anunció que mantendría la marca El Árbol, pero no asumió ningún compromiso sobre el mantenimiento de la plantilla.
Tras dicha compra, las marcas propias de El Árbol (Super y My) fueron sustituidas por las marcas propias de DIA.
En octubre de 2015, se anunció que la enseña de El Árbol desaparecería de forma progresiva siendo sustituida por la enseña La Plaza de DIA. Se esperaba completar el proceso en 2017.
En enero de 2016, se anunció que se eliminaría la marca El Árbol ese mismo año. Parte de las tiendas pasarían a explotarse bajo la marca DIA Market, mientras que otra parte se convertirían en La Plaza de DIA.
Entre 2016 y 2018, las tiendas en Castilla y León, Madrid y Castilla-La Mancha de Eroski City, Eroski Center y Eroski-Caprabo pasaron a ser La Plaza de DIA. 
En 2018, finalizó el cambio de nombre de sus tiendas por el de La Plaza de DIA.
En agosto de 2022 se anunció un acuerdo de DIA con Alcampo para la venta de 235 supermercados de tamaño medio en ocho comunidades autónomas por un precio máximo de 267 millones de euros. Esto incluía tiendas con la marca La Plaza de DIA, DIA Maxi o simplemente DIA.
En marzo de 2023, la Comisión Nacional de los Mercados y la Competencia (CNMC) autorizó la venta de 224 establecimientos a Alcampo, 11 menos de los previstos inicialmente para evitar el monopolio en ciertas zonas. Se preveía que dicha transacción finalizara en julio de ese año y Alcampo renovaría dichas tiendas instaurando su nombre en ellas. El resto de tiendas con la enseña La Plaza de DIA pasaron a operar bajo la enseña DIA.